# Ruanda címere

Ruanda címere

Ruanda címere korong alakú, amit egy zöld szalag vesz körül, alul csomóban összekötve. A címer tradicionális helyi elemekből áll. Középen egy kosarat és fogaskereket ábrázoltak, amelyek felett a nap látható. A kosár két oldalán sorghum- és kávéleveleket helyeztek el, kétoldalt pedig egy-egy pajzs látható. A címer felső részén lévő szalagra ország teljes ruandai nevét, míg az alul az ország mottóját írták fel: „Ubumwe, Umurimo, Gukunda Igihugu” (Egység, munka, hazaszeretet). A címert 2001-ben fogadták el.